# Krypvidefly
Krypvidefly, Mesogona oxalina, är en fjärilsart som beskrevs av Jacob Hübner 1803. Krypvidefly ingår i släktet Mesogona och familjen nattflyn, Noctuidae.Arten är reproducerande i både Sverige och Finland. Den svenska populationen är bedömd som sårbar, VU. I Sverige förekommer arten Längs havsstränder i Skåne och norr ut längs västkusten ända upp i Bohuslän samt även på Öland och Gotland. Artens livsmiljö är strandängar med krypvide. Den finska populationen bedömd som livskraftig, LC. I Finland förekommer arten i de sydligaste landskapen upp till Satakunta i väster och Norra Karelen i öster.  Förutom längs havsstränder förekommer arten i Finland även i inlandet, bland annat längs sjöstränder och åar.  Inga underarter finns listade i Catalogue of Life.

## Bildgalleri

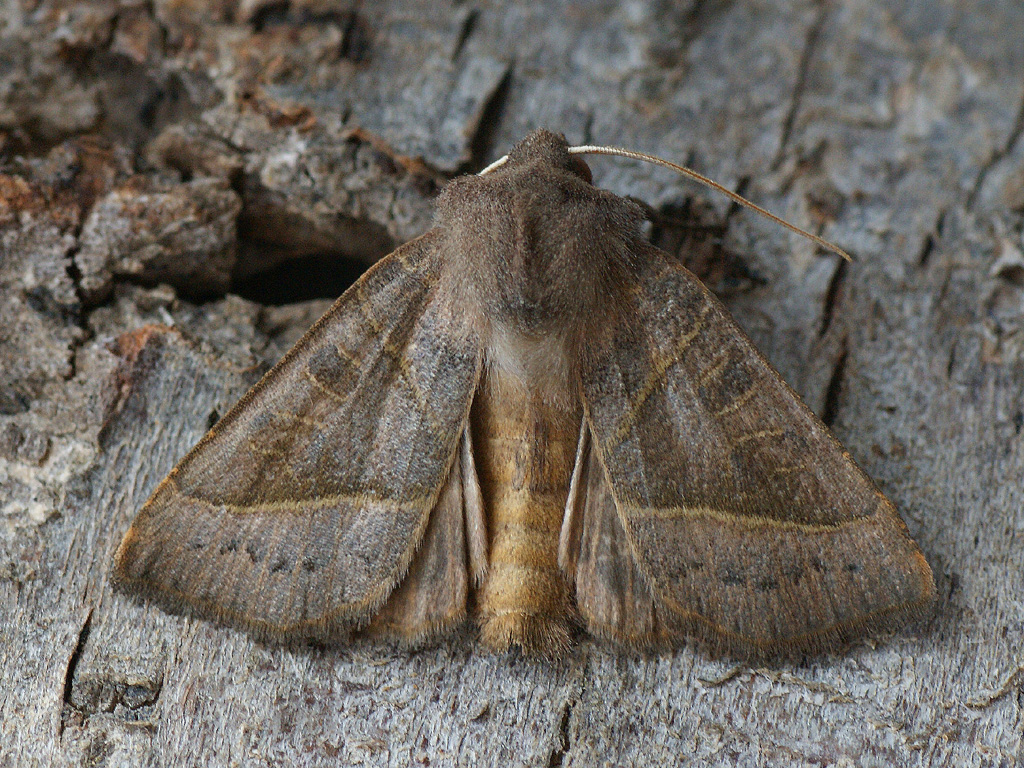
Imago fjäril
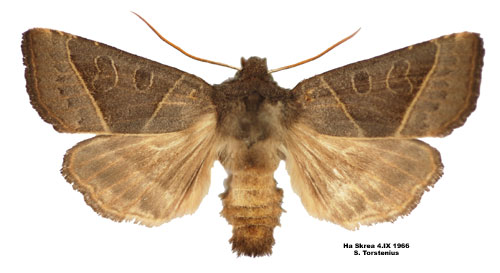
Preparerad (uppnålad) imago fjäril